# Liste der Monuments historiques in Rosteig
Die Liste der Monuments historiques in Rosteig führt die Monuments historiques in der französischen Gemeinde Rosteig auf.

## Liste der Bauwerke
| Bezeichnung    | Beschreibung     | Standort                                          | Kennzeichnung | Schutzstatus | Datum | Bild |
| -------------- | ---------------- | ------------------------------------------------- | ------------- | ------------ | ----- | ---- |
| Dreipeterstein | Loogfelsen, 1608 | nördlich des Ortes an der Grenze zu Soucht (Lage) | PA00084918    | Classé       | 1931  |      |